# 纬度相关覆盖层
大部分火星表面都披覆了一层厚厚的富冰覆盖层，该覆盖层是过去多次从天空飘落的冰核尘埃所组成  。在部分地区可看到覆盖层中的一些分层。

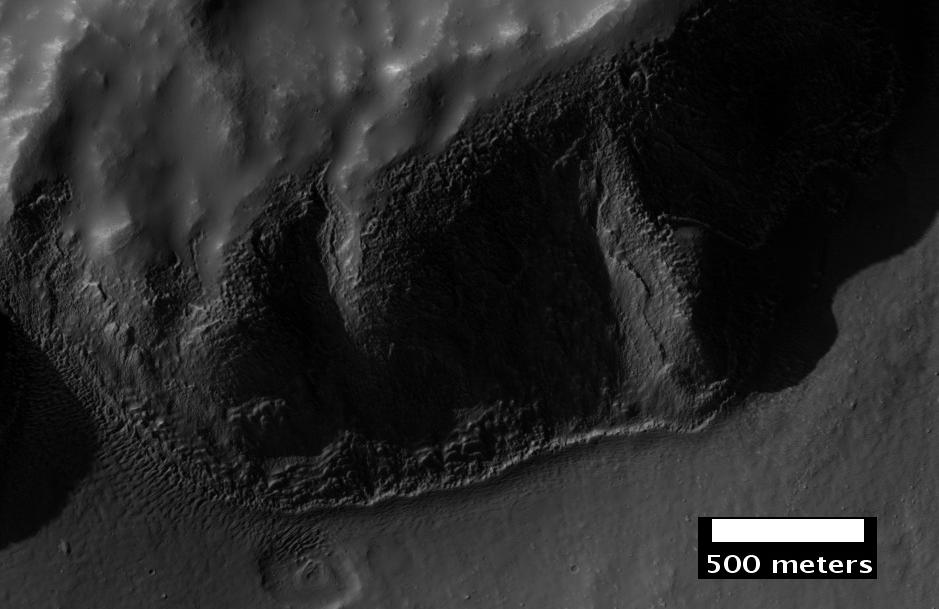
HiWish计划下高分辨率成像科学设备显示的陶玛西亚区覆盖层中的堆积分层，覆盖层可能是由不同气候下降落的雪和尘埃形成。
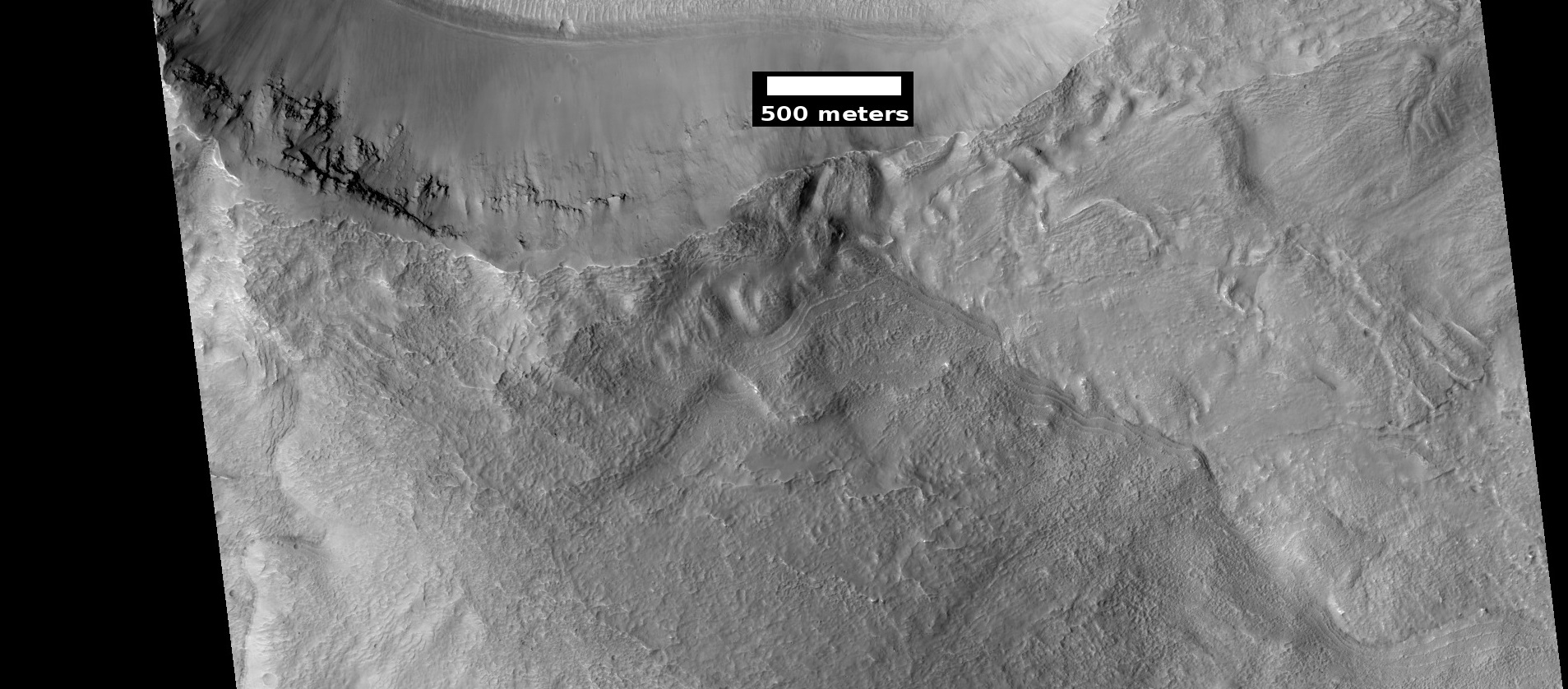
HiWish计划下高分辨率成像科学设备显示的法厄同区一座陨坑平整的覆盖层部分。沿陨坑外侧边缘，可看到覆盖层中的分层，表明该覆盖层是在过去多次堆积而成，这些分层将在下一张图像中被放大。
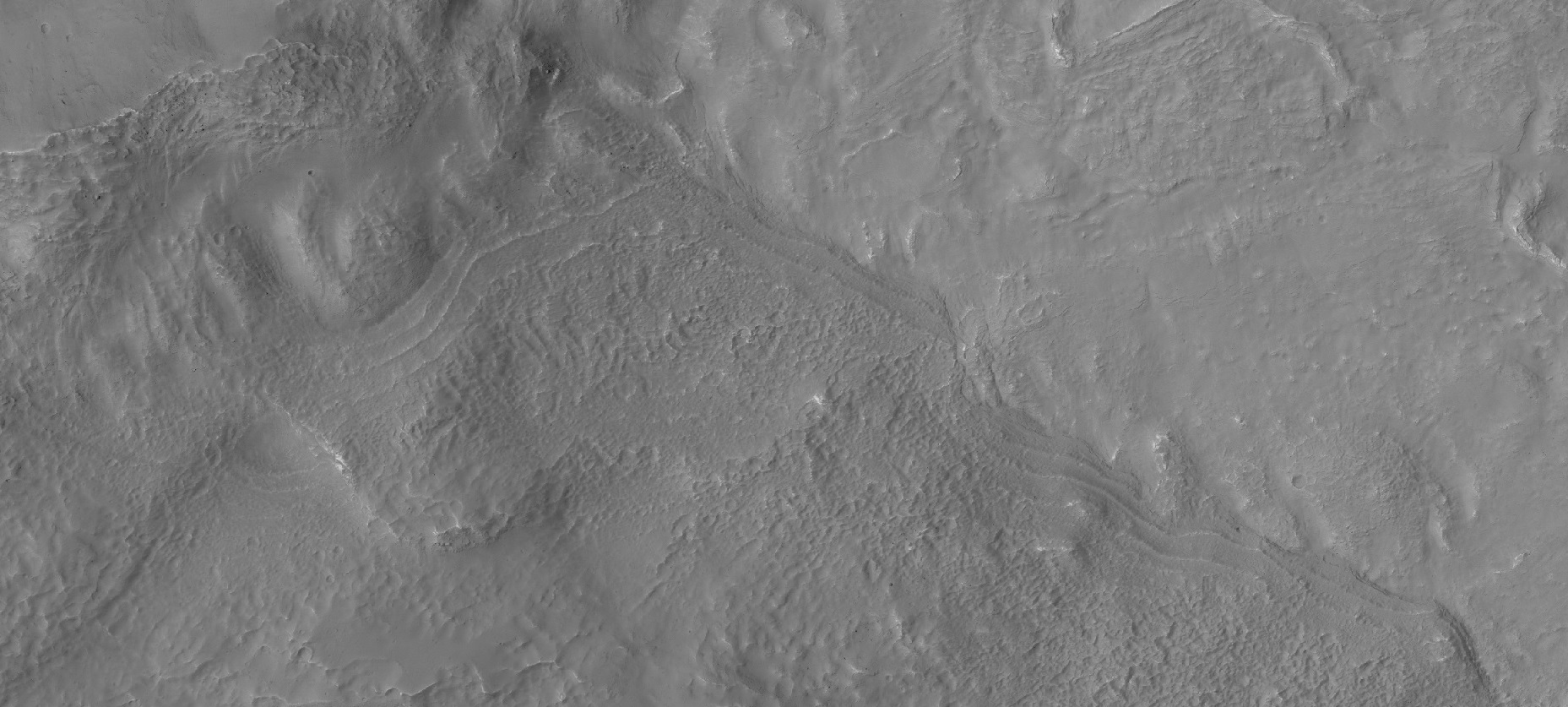
前一幅法厄同区覆盖层分层图像的放大，可看到4到5层分层。
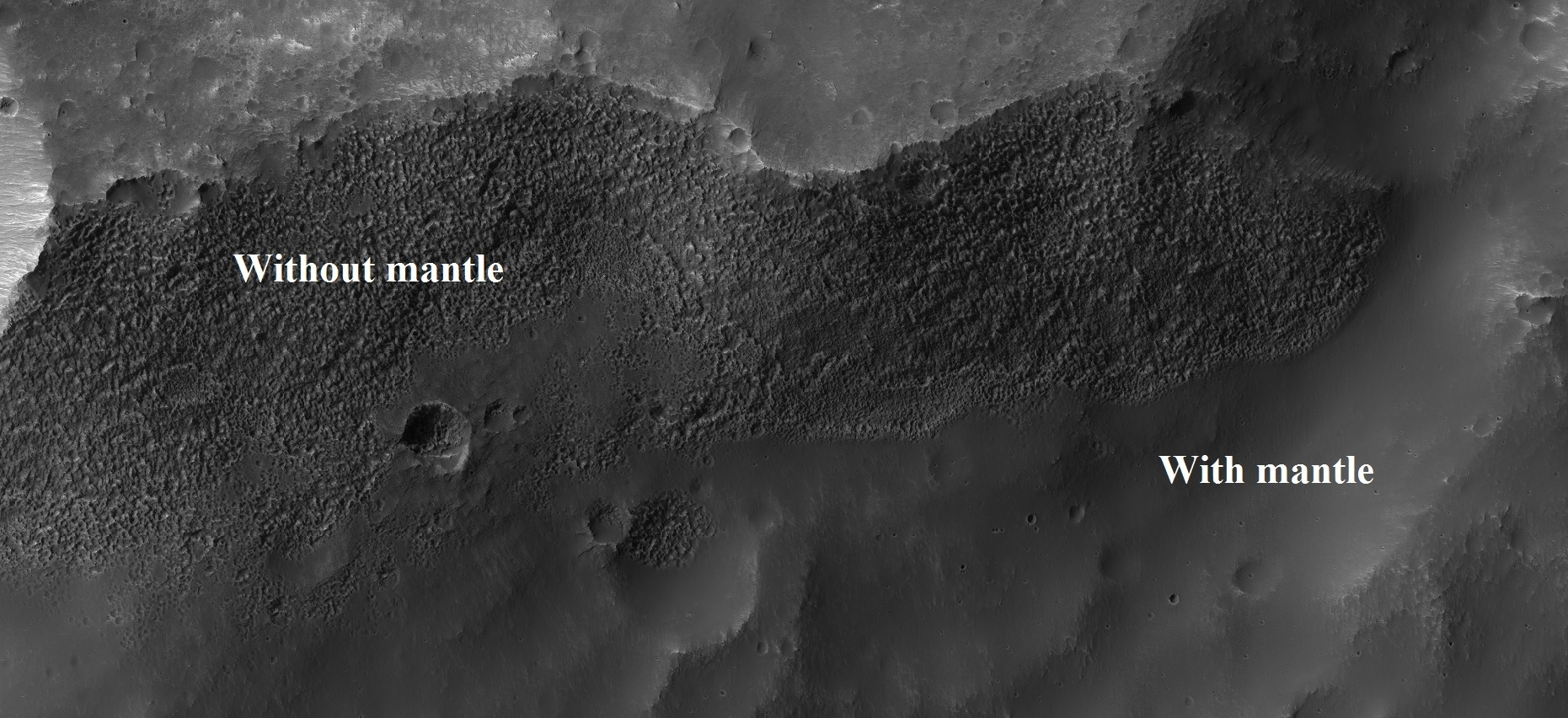
HiWish计划下高分辨率成像科学设备显示的塞壬高地披覆及未披覆覆盖层的地表。
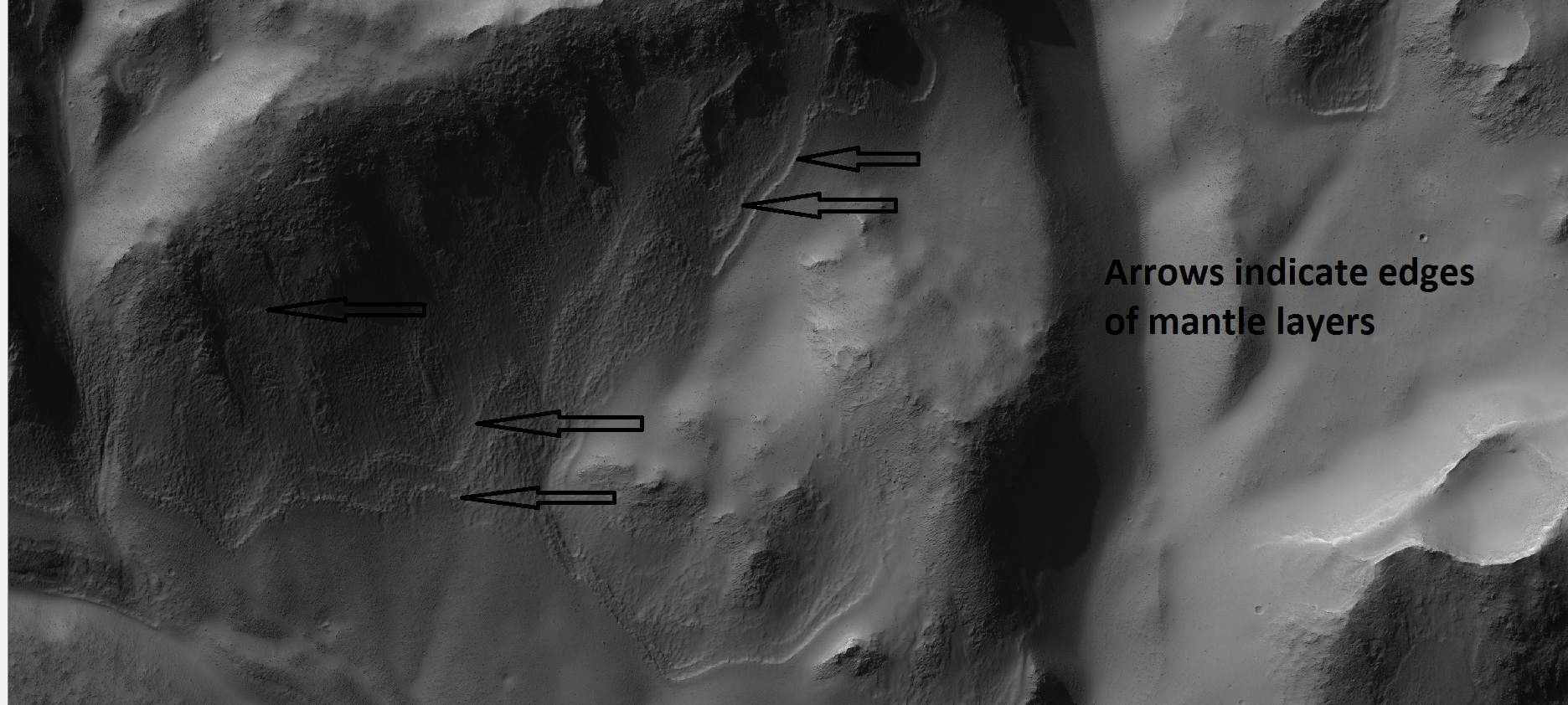
HiWish计划下高分辨率成像科学设备显示的埃里达尼亚区覆盖层。
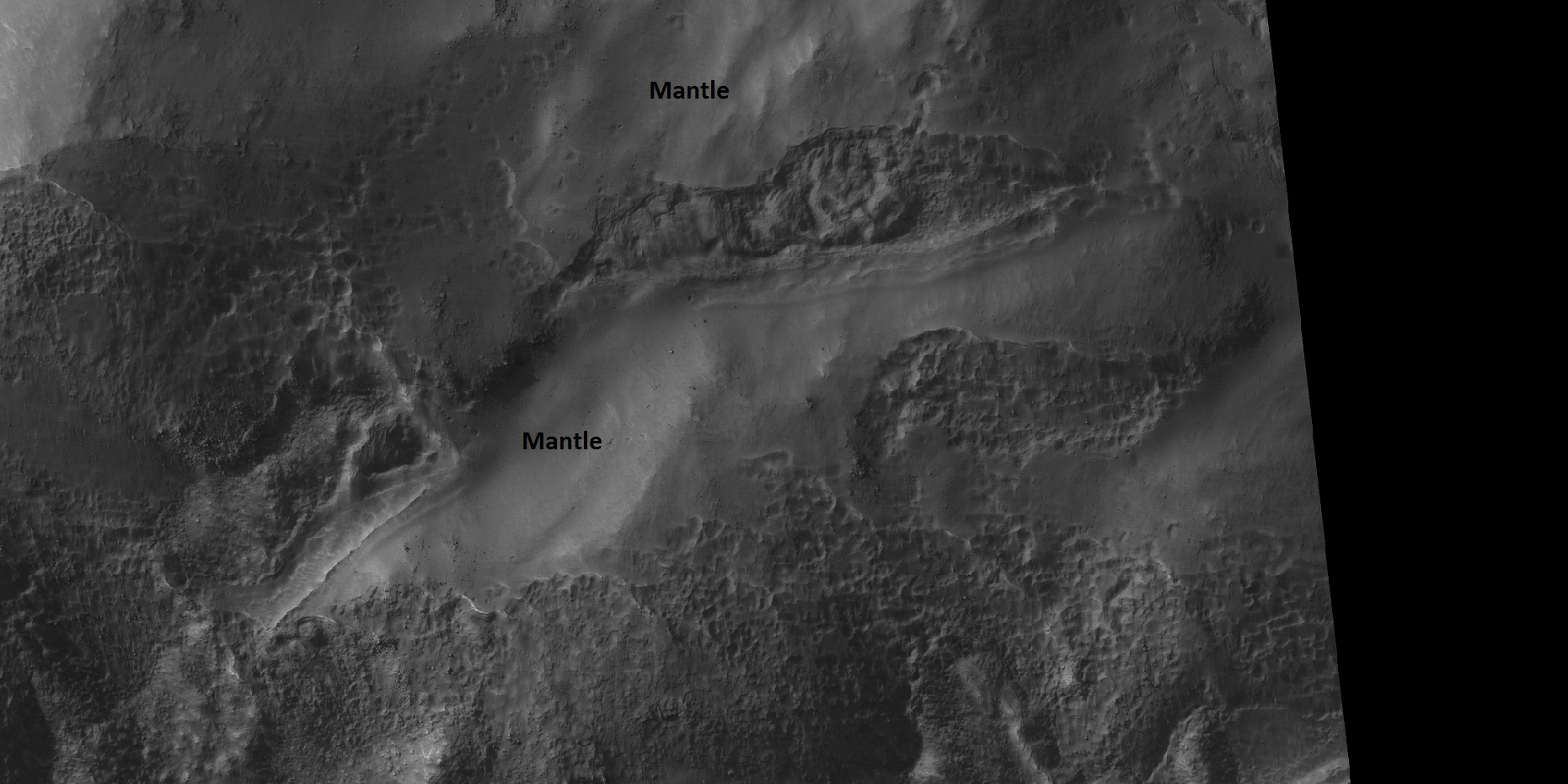
HiWish计划下高分辨率成像科学设备显示的埃里达尼亚区披覆及未披覆气候变化时从天空落下的覆盖层地表近景。
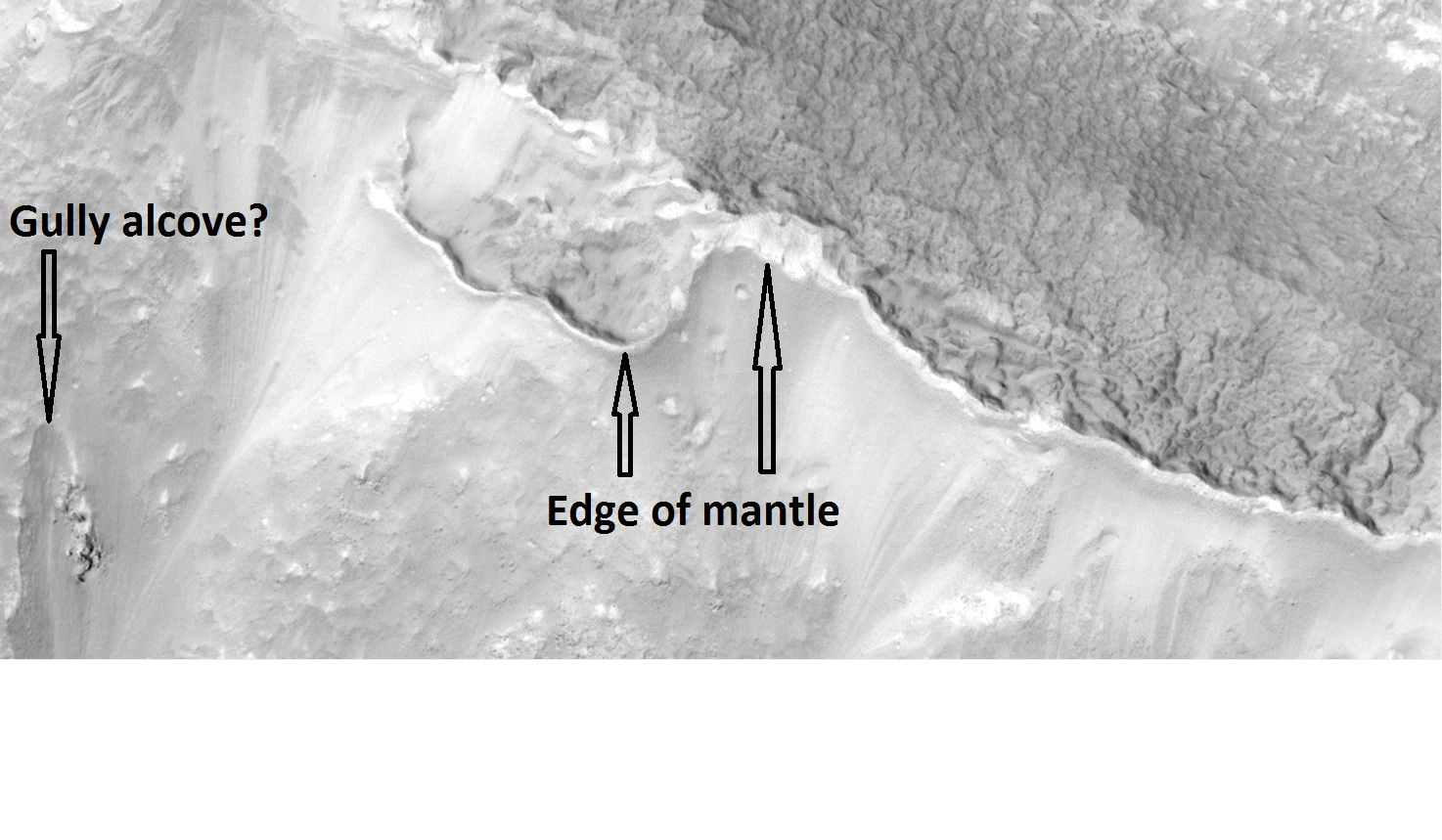
HiWish计划下高分辨率成像科学设备拍摄的刻布壬尼亚区覆盖层近景，覆盖层可能由过去气候条件下从天空降落的冰及尘埃组成。
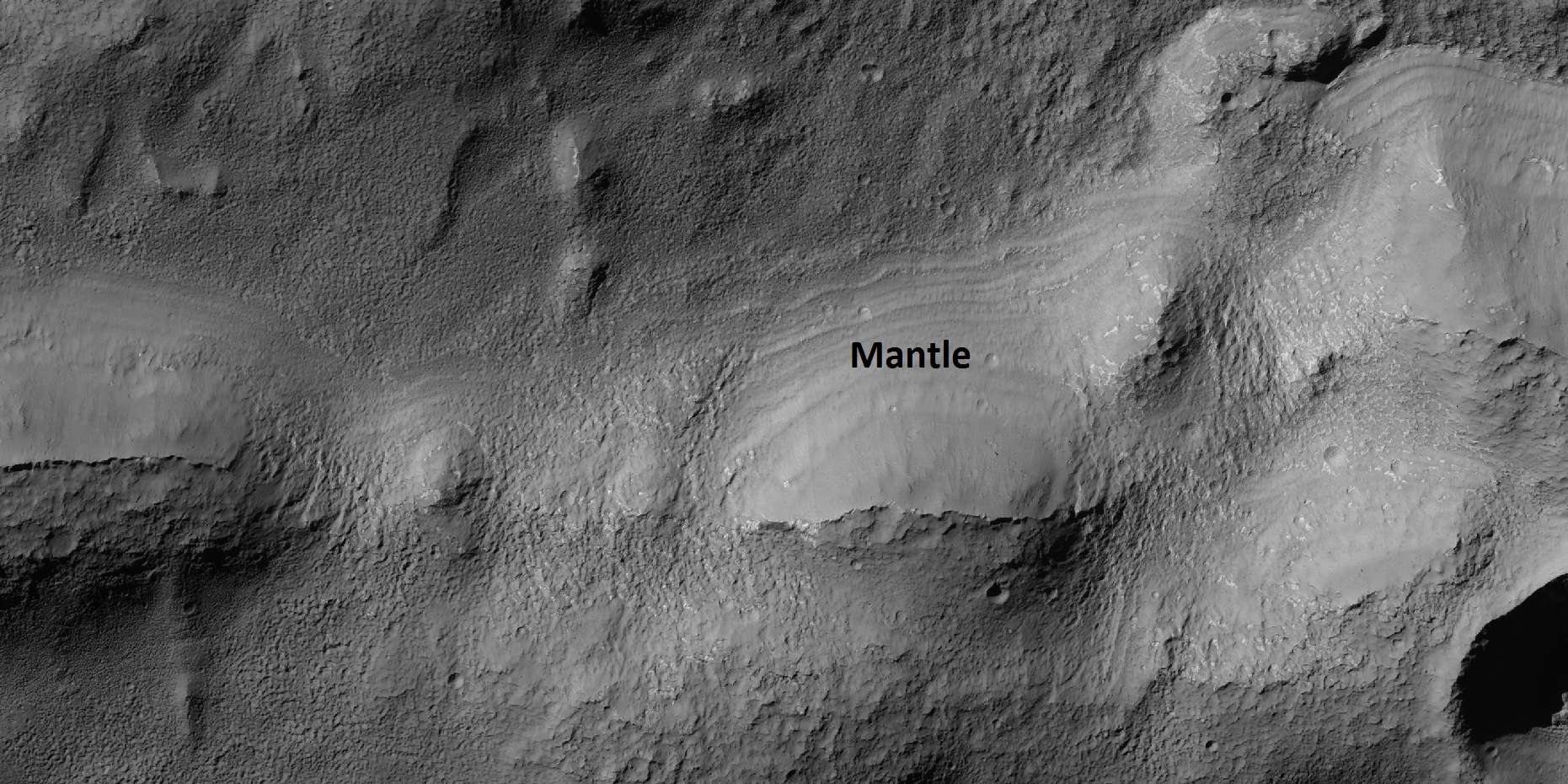
HiWish计划下高分辨率成像科学设备显示的希腊区含分层的平坦覆盖层。
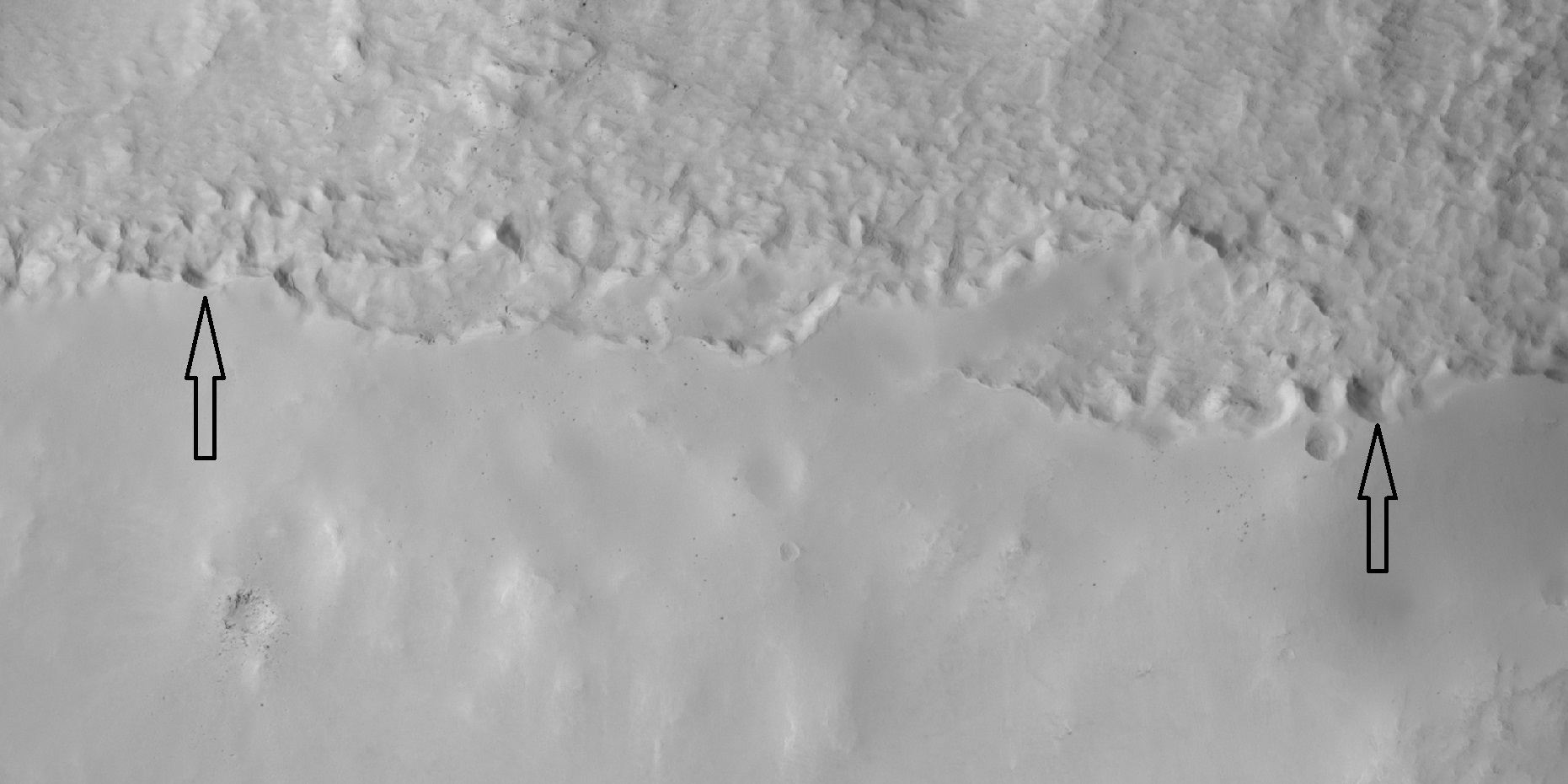
HiWish计划下高分辨率成像科学设备显示的伊斯墨诺斯湖区覆盖层近景，箭头指示陨石坑边缘突出的覆盖层厚度。
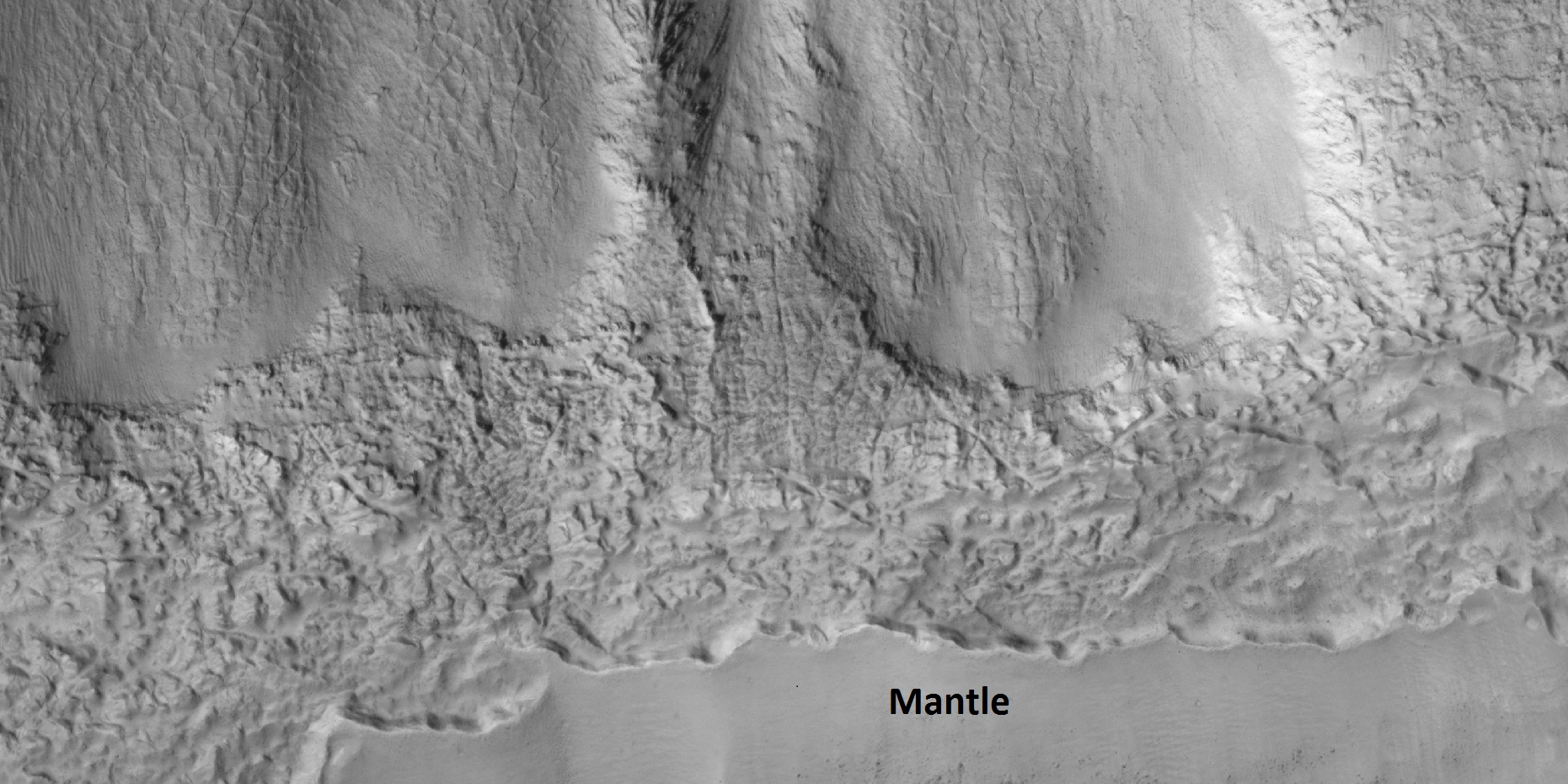
HiWish计划下高分辨率成像科学设备显示了伊斯墨诺斯湖区覆盖层厚度的近景。
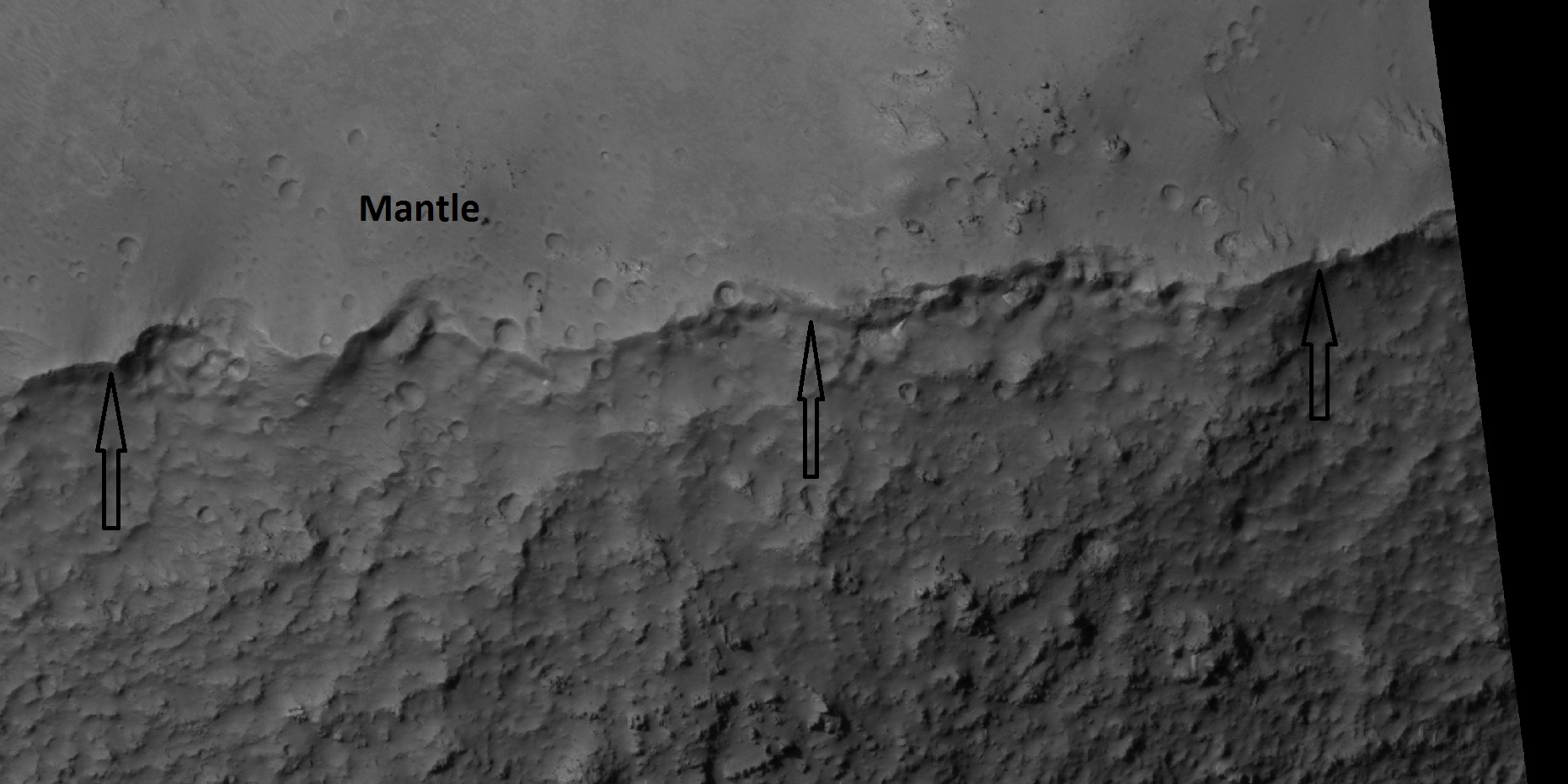
HiWish计划下高分辨率成像科学设备显示的希腊区覆盖层近景。
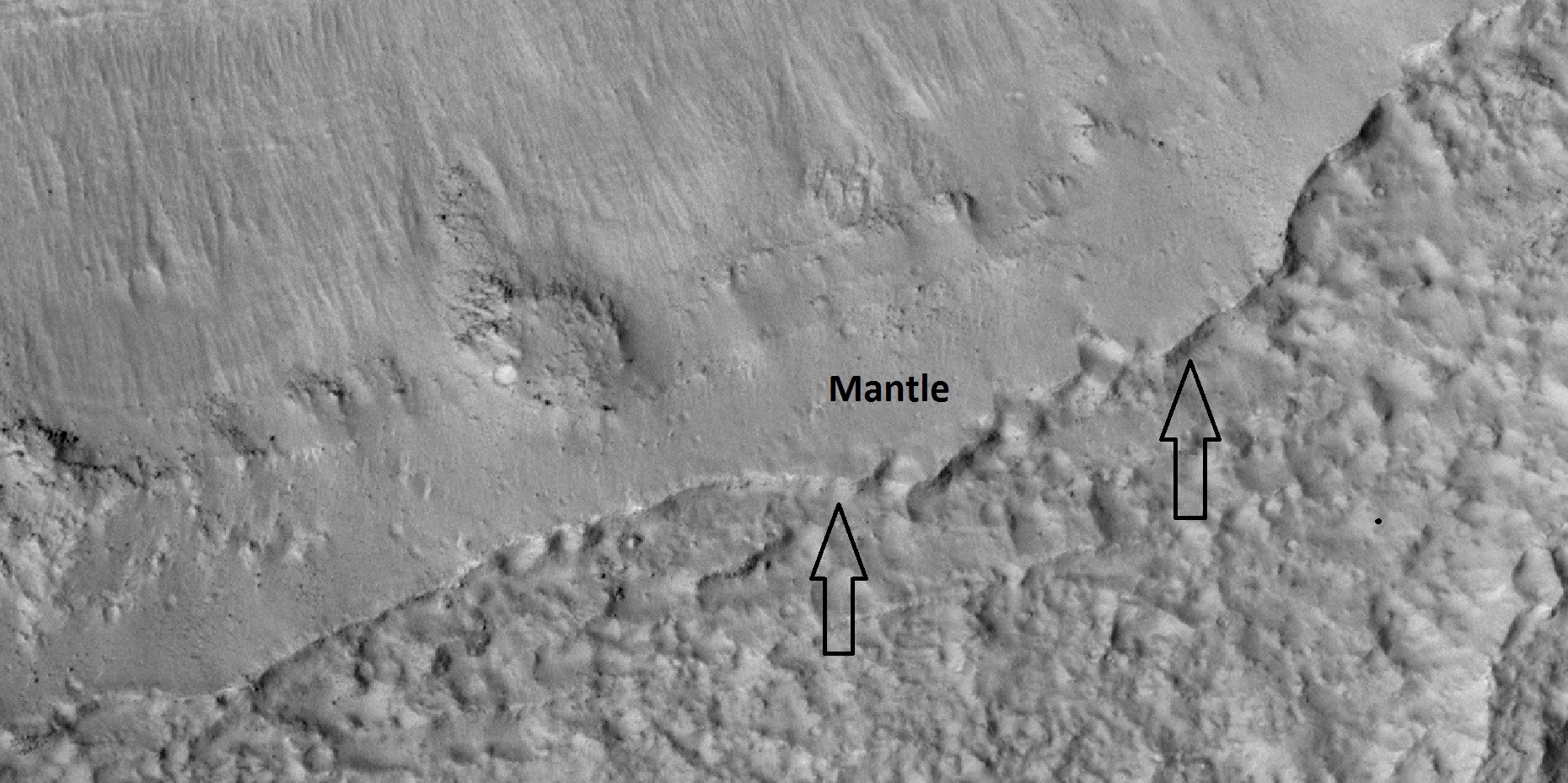
HiWish计划下高分辨率成像科学设备显示的希腊区覆盖层边缘近景。

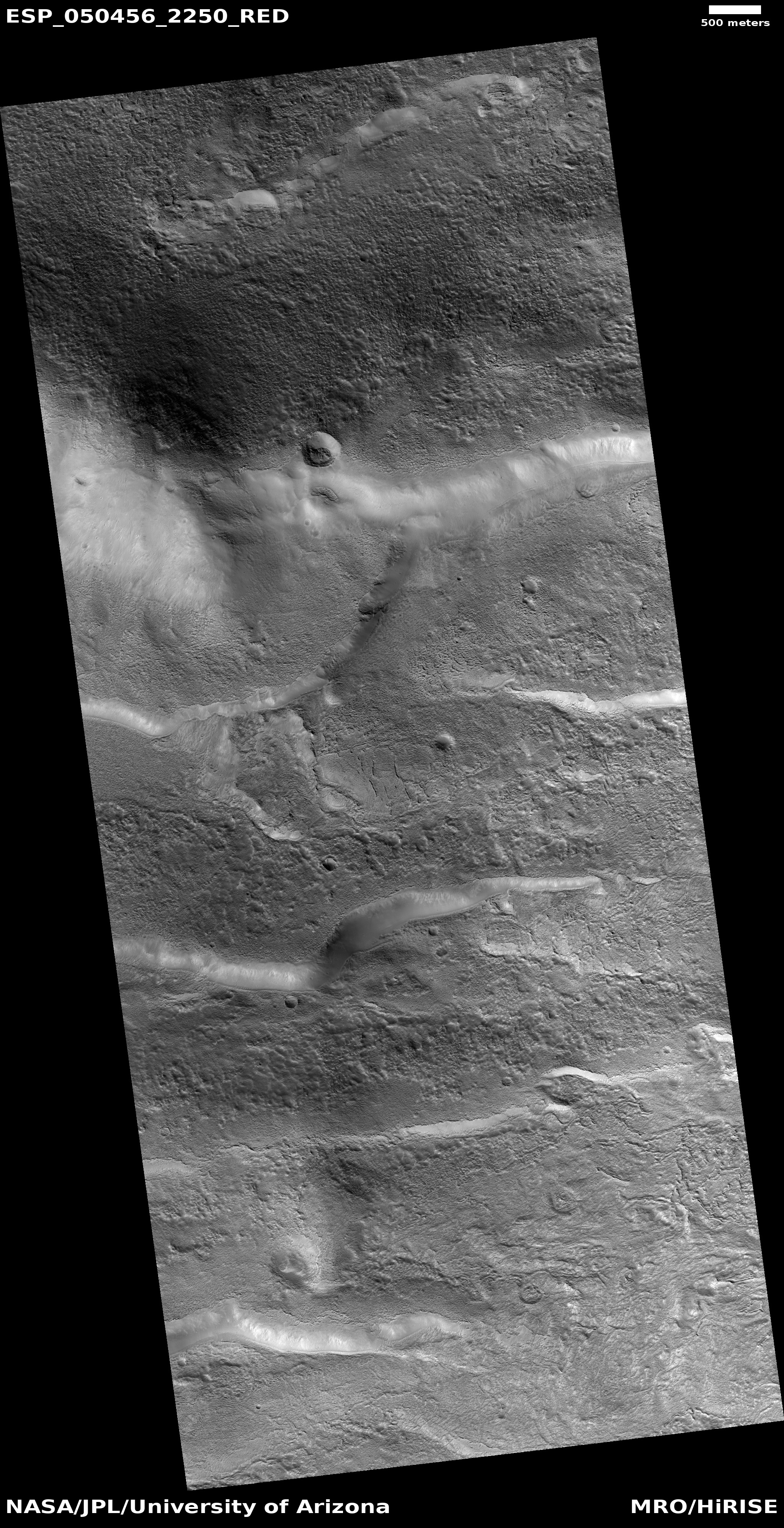
HiWish计划下高分辨率成像科学设备显示的阿耳卡狄亚区带斑点表面的覆盖层宽景视图。
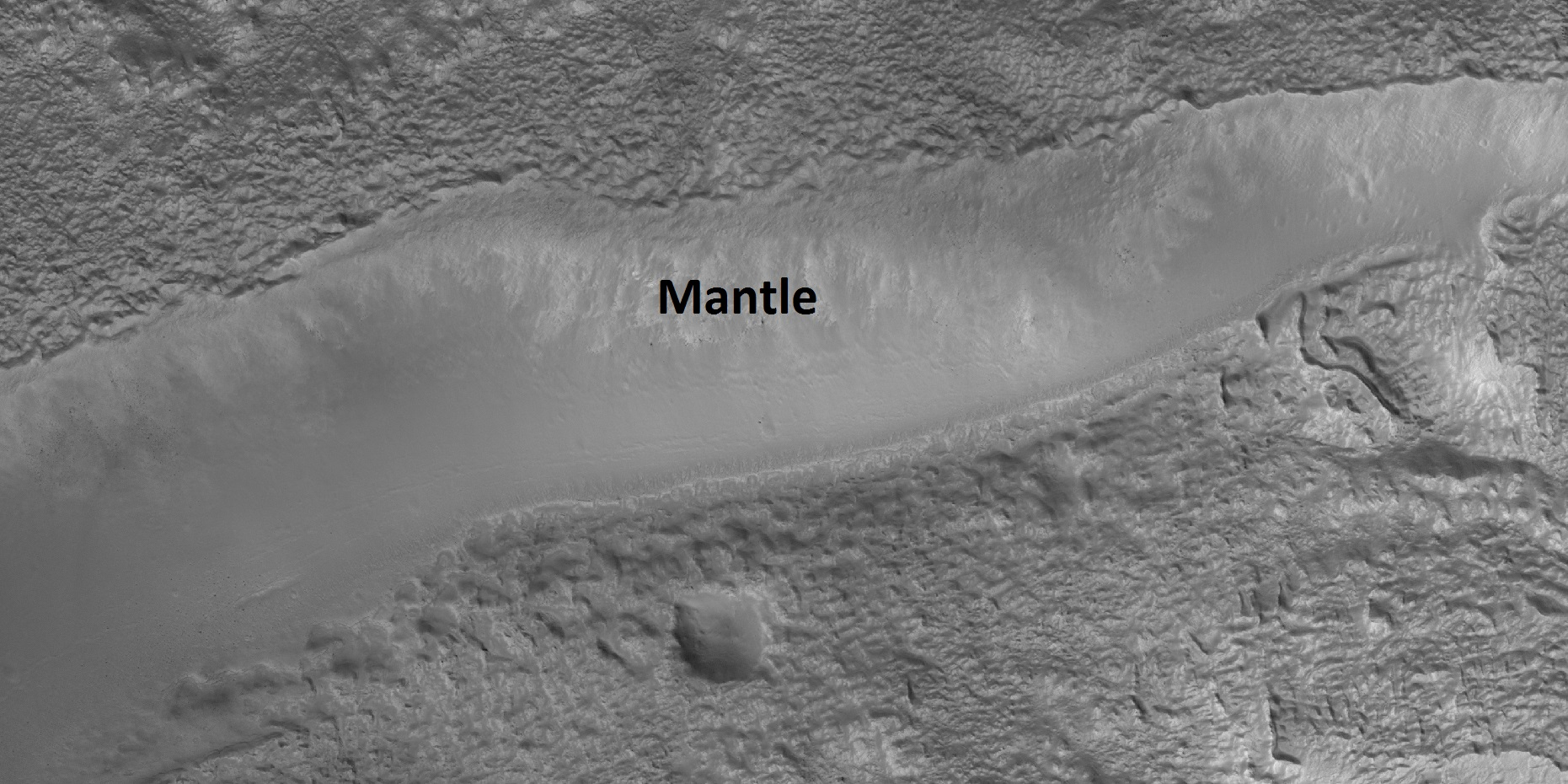
HiWish计划下高分辨率成像科学设备显示的覆盖层近景图。
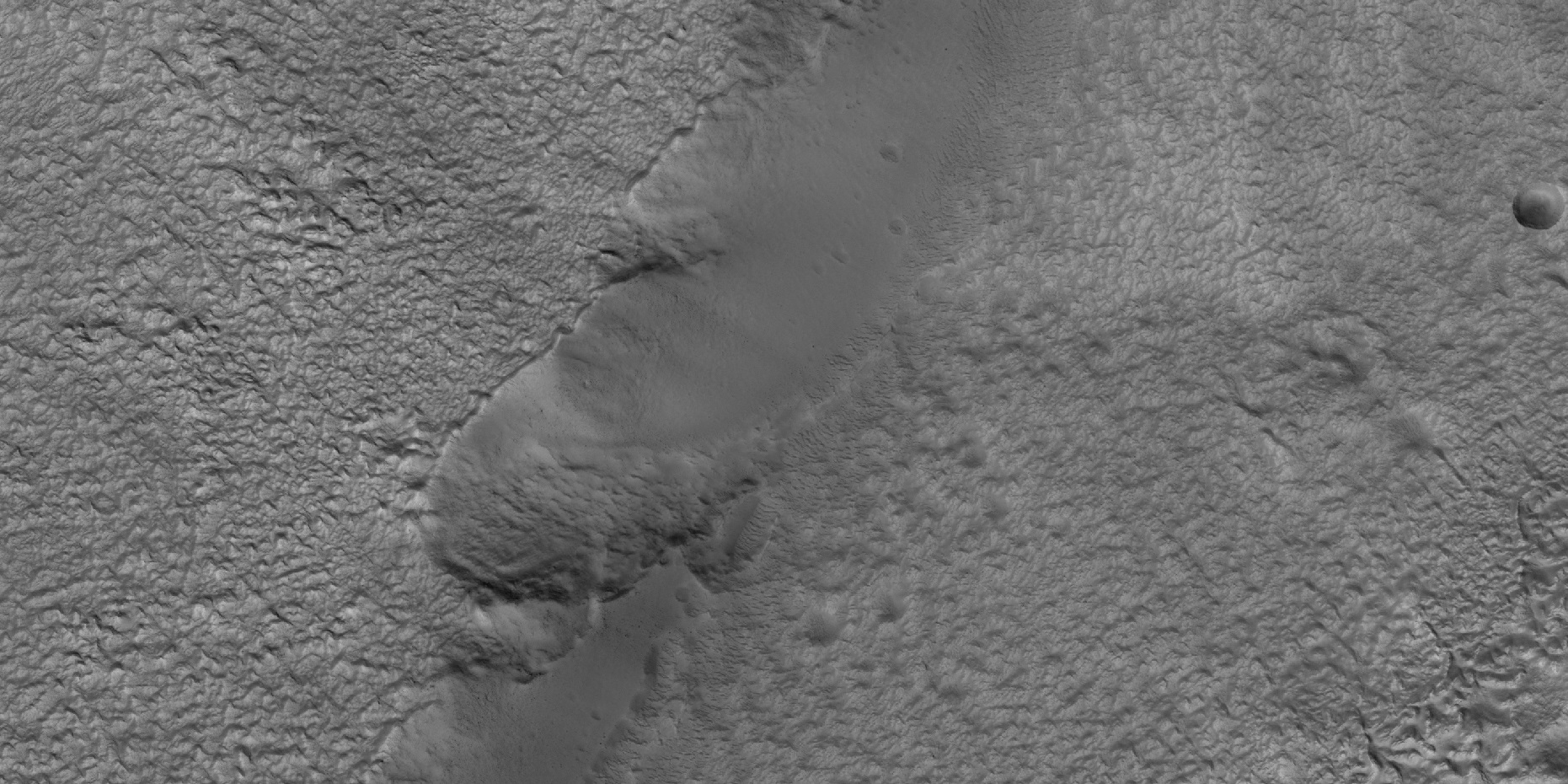
HiWish计划下高分辨率成像科学设备显示的覆盖层近景图。

从天空降落的冰核尘埃，很好地证明了这层覆盖层富含水冰。许多表面常见的多边形形状也表明土壤中富含冰。2001火星奥德赛号发现了高含量的氢（可能来自水）   。从轨道上进行的热辐射测量表明了冰的存在 ；凤凰号火星探测器降落在一片多边形区域中，它发现了水冰，并进行了直接观测，事实上，它的着陆火箭暴露了纯冰。理论预测在几厘米厚的土壤下会发现冰。该覆盖层被称为“纬度相关覆盖层”，因为它的出现与纬度有关。正是这层覆盖层后来的破裂，才形成了多边形地面。这种富含水冰地面的破裂是根据物理作用所预测的
  。另一种表面被称为“脑纹地形”，因为它看起来像人脑的表面。当两种区域同时出现时，脑纹地形高度较多边形地面更低。

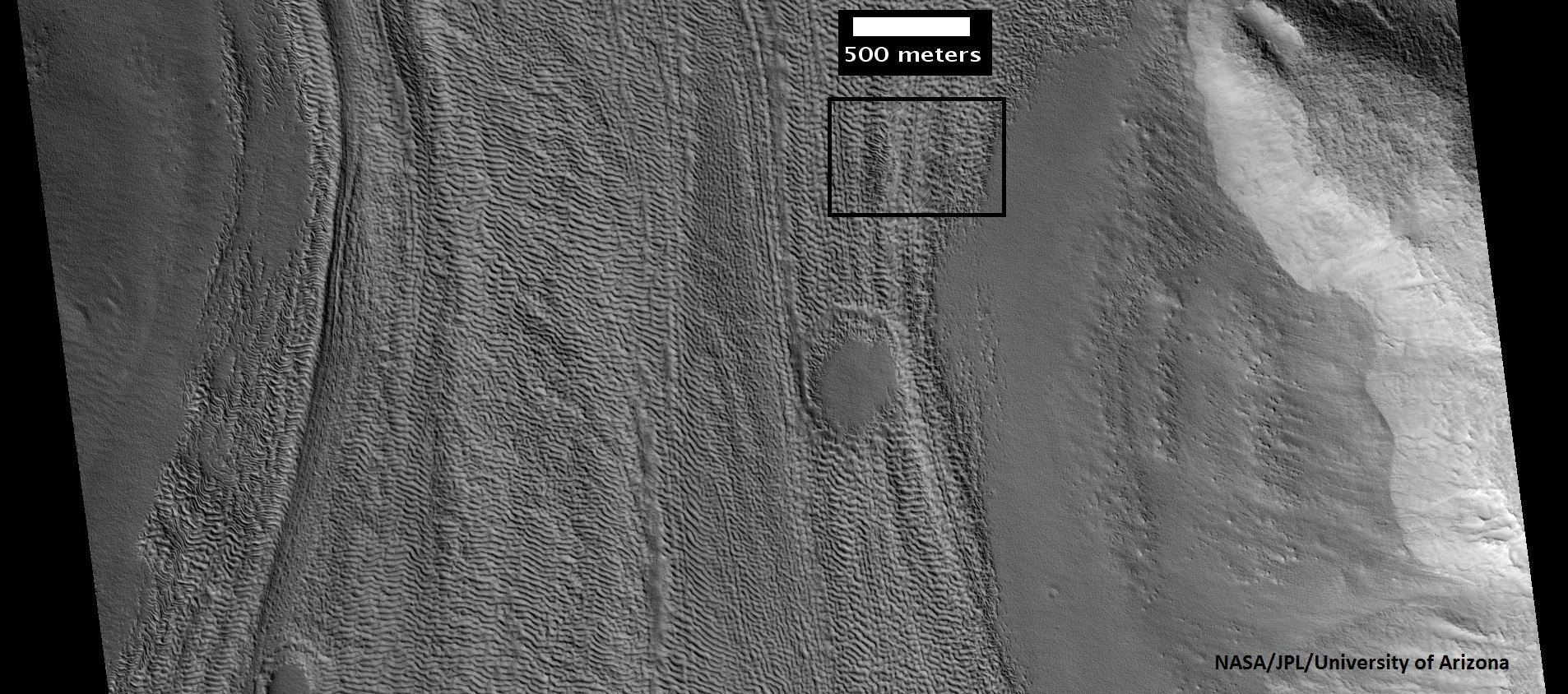
HiWish计划下高分辨率成像科学设备拍摄的线状谷底沉积，显示了下一幅图像来源的背景照片。
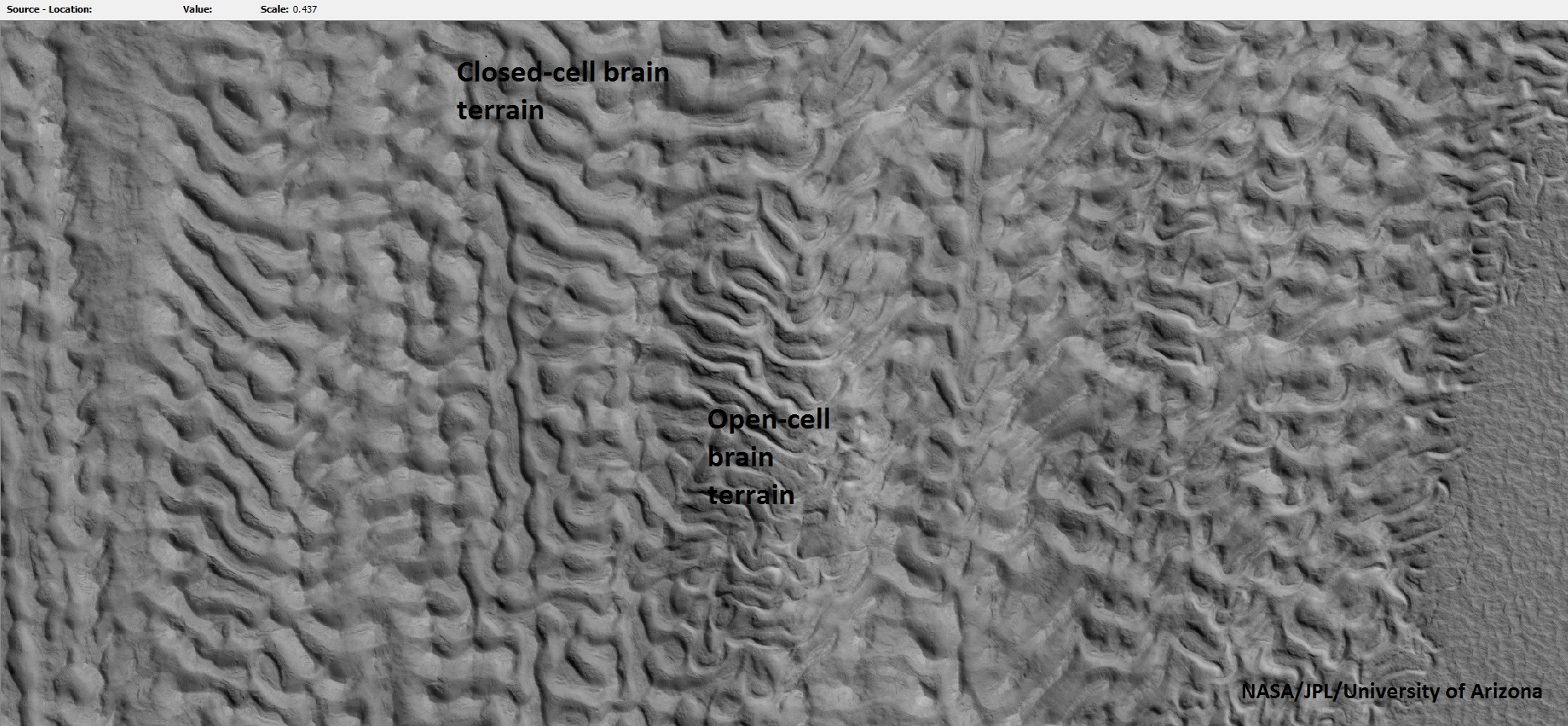
HiWish计划下高分辨率成像科学设备显示的细胞开放型和细胞封闭型脑纹地形。
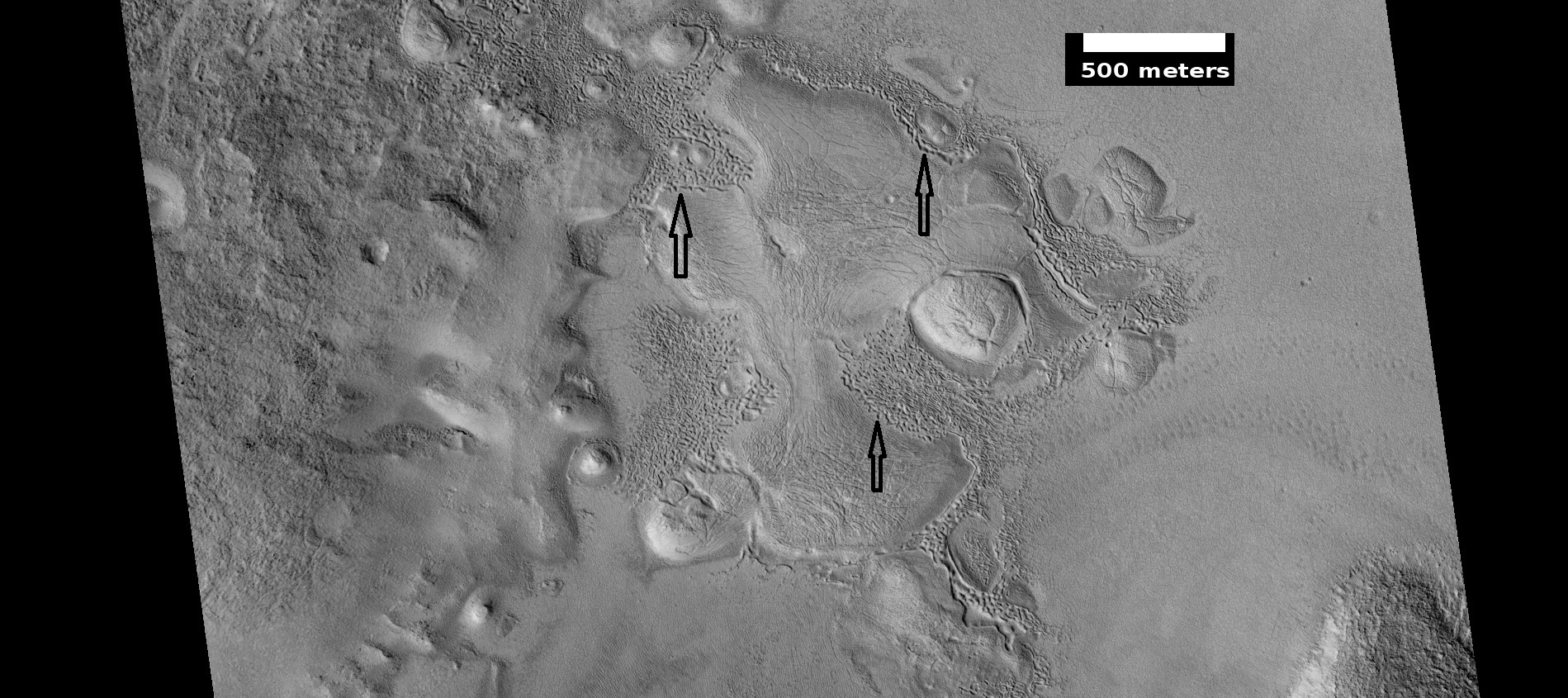
HiWish计划下高分辨率成像科学设备显示，脑纹地形形成于较厚的地层，箭头指示较厚的单元分裂成小细胞。

尽管相邻下层的脑纹地形参差不齐，但从顶层开始，多边形层相当平整。据信，含多边形的覆盖层深度需达10-20米，才能形成平整表面。在所有的冰消失之前，覆盖层会持续很长一段时间，因为顶部会形成一层保护性的滞留沉积物  。覆盖层中含有冰和尘埃。当一定数量的冰升华后，尘埃停留在顶部，形成滞留沉积层   。
根据多边形地面的总面积计算，估计覆盖层中锁住的总水量约有10米深，这一体积相当于在整个星球覆盖了一层2.5米深的水。但相比之下，地球北极和南极冰盖融化的水则可覆盖整个星球30米深。
覆盖层形成于火星气候与现在不同的时期  ，火星自转轴的倾斜或倾角变化很大  ，而地球的倾斜变化则很小，因为我们相当大的月球稳定了地球。火星只有两颗非常小卫星，它们没有足够的引力来稳定火星的倾斜。当火星倾斜度超过40度（今天是25度）左右时，冰就会沉积在某些纬度带上，而这些纬度带现今存在着大量的覆盖层  。
 

## 另请查看
- 火星气候